# Дампир (пролив, Индонезия)
Дампир (устар. Демпиров пролив; индон. Selat Dampir, Selat Dampier) — пролив в индонезийской провинции Западное Папуа, отделяет острова Раджа-Ампат, Вайгео и Батанта. Ширина около 57 км.
Назван в честь британского мореплавателя Уильяма Дампира.